# Lenguas apacheanas
Las lenguas apacheanas son un grupo de la rama de lenguas atabascanas de la familia lingüística na-dené. También se conocen con el nombre de lenguas atabascanas meridionales. El grupo se subdivide en tres ramas: apache-kiowa y apacheanas occidentales y apacheanas orientales. 
Las lenguas apaches son habladas por casi 200 mil hablantes en los estados norteamericanos de Arizona, Nuevo México, Oklahoma y en los estados mexicanos de Chihuahua, Sonora y Coahuila.

## Clasificación
Las lenguas apaches o apacheanas constituyen la rama meridional de la familia atabasca y representan una migración relativamente reciente desde el Noroeste de América del Norte. Estas lenguas se dividen en tres grupos principales:
I. Apache de las praderas
1. Idioma apache kiowa
II. Lenguas apacheanas occidentales
A. Mescalero-chiricahua
2. Idioma chiricahua (N'nee biyat'i)
3. Idioma mescalero (Ndé biiza')
4. Idioma navajo  (Diné bizaad)
5. Idioma apache coyotero (N'dee biyat'i)
III. Lenguas apacheanas orientales
6. Idioma jicarilla (Abaachi miizaa)
7. Idioma lipán (Ndé miizaa)

## Comparación léxica
Los numerales en diferentes lenguas apacheanas son:
| GLOSA | Apache occid.       | Navajo     | Mescalero   | Chiricahua (San Carlos) | Jicarilla | PROTO- APACHEANO |
| ----- | ------------------- | ---------- | ----------- | ----------------------- | --------- | ---------------- |
| '1'   | dáłaʼá dáłaʼé       | tʼɑ́aɑ łɑ́ʼí | tašayay     | datła dišłai            | tahčli    | *táłaʼáí         |
| '2'   | nɑ́kih               | nɑːki      | nahki       | nɑːki                   | nahki     | *náˑʔki          |
| '3'   | tɑ̄ːgi               | tɑ́ːʼ       | kayai       | tɑːgi kɑːge             | kiyi      | *táˑʔgi          |
| '4'   | dɪ̨̄ːʼi               | dɪ̨́ːʼ       | inyeh       | dingi                   | tini      | *dɪ́ˑŋgi          |
| '5'   | ɑšdlaʼi išdlaʼi     | ɑšdlɑʼ     | aštlai      | aštla ištli             | atsčli    | *ašdlaʼi         |
| '6'   | gostɑ́n              | hɑstɑ̜́ː     | hostkonnai  | goːstan                 | koskon    | *gostáˑn         |
| '7'   | gostsʼidi gostsʼigi | tsotsʼid   | hosteedai   | gastede                 | kossetpi  | *gostsʼidi       |
| '8'   | tsebīː sebīː        | tseːbíː    | hahpi       | tsepi                   | tsapi     | *tsáˑʔpi         |
| '9'   | góstʼɑ́í ńgóstʼɑ́í    | nɑ́hɑ́stʼéí  | 'nghostai   | 'ngostai                | nusti     | *ngostʼáí        |
| '10'  | goneznɑ́n goniinɑ́n   | neːznɑ́ː    | gonaihannai |                         | koneznan  | *goneˑznáˑn      |